# Minuartia acuminata
Minuartia acuminata är en nejlikväxtart som beskrevs av William Bertram Turrill. Minuartia acuminata ingår i släktet nörlar, och familjen nejlikväxter. Inga underarter finns listade i Catalogue of Life.